# 三重德林寺
三重德林寺，是位于臺灣新北市三重區的觀音寺，主祀觀世音菩薩，由於本廟是當地信仰中心之一，「德林寺」也成為當地的角頭聚落名。1948年建廟，1994年重修。本廟也熱心從事社會教育活動，舉辦兒童佛學營，希望藉由佛法的力量，培育兒童健全的品格。

## 沿革
1946年，佛家女檀越劉陳甘得到觀世音菩薩託夢，發願出資興建伽藍，奉祀觀音，是為德林寺，1948年建廟，先成大雄寶殿。特別請監察院長，也是知名書法家的于右任題匾，1951年以後，陸續建成後殿，1957年劉陳甘剃髮成為尼師，法名「貴靈」，1985年圓寂。

## 外部連結
- DERLIN TEMPLE 德林寺（页面存档备份，存于）